# Super Bowl XLIII
Il Super Bowl XLIII fu la 43ª edizione annuale del Super Bowl nel football americano.
La partita, che faceva seguito alla stagione regolare NFL 2008, fu disputata il 1º febbraio 2009 al Raymond James Stadium di Tampa tra Pittsburgh Steelers e Arizona Cardinals e vide la vittoria degli Steelers che si aggiudicarono il loro sesto Super Bowl.

## Statistiche

### Statistiche a confronto
| Fonte: NFL.com             | Pittsburgh Steelers | Arizona Cardinals |
| -------------------------- | ------------------- | ----------------- |
| Primi down                 | 20                  | 23                |
| Efficienza sui terzi down  | 4/10                | 3/8               |
| Efficienza sui quarti down | 0–0                 | 0–0               |
| Yard totali                | 292                 | 407               |
| Yard passate               | 234                 | 374               |
| Passaggi comp.-tent.       | 21/30               | 31/43             |
| Yard corse                 | 58                  | 33                |
| Corse tentate              | 26                  | 12                |
| Yard per corsa             | 2.2                 | 2.8               |
| Penalità-yard              | 7–56                | 11–106            |
| Sacks subiti–yard          | 2–22                | 2–3               |
| Fumble–persi               | 0–0                 | 2–1               |
| Intercetti subiti          | 1                   | 1                 |
| Tempo di possesso          | 33:01               | 26:59             |

### Leader individuali
| Steelers: passaggi  | Steelers: passaggi | Steelers: passaggi | Steelers: passaggi | Steelers: passaggi |
|                     | C/ATT*             | Yds                | TD                 | INT                |
| ------------------- | ------------------ | ------------------ | ------------------ | ------------------ |
| Ben Roethlisberger  | 21/30              | 256                | 1                  | 1                  |
| Steelers: corse     |                    |                    |                    |                    |
|                     | Cara               | Yds                | TD                 | LGb                |
| Willie Parker       | 19                 | 53                 | 0                  | 15                 |
| Mewelde Moore       | 1                  | 6                  | 0                  | 6                  |
| Ben Roethlisberger  | 3                  | 2                  | 0                  | 4                  |
| Gary Russell        | 2                  | -3                 | 1                  | 1                  |
| Steelers: ricezioni |                    |                    |                    |                    |
|                     | Recc               | Yds                | TD                 | LGb                |
| Santonio Holmes     | 9                  | 131                | 1                  | 40                 |
| Heath Miller        | 5                  | 57                 | 0                  | 21                 |
| Hines Ward          | 2                  | 43                 | 0                  | 38                 |
| Nate Washington     | 1                  | 11                 | 0                  | 11                 |
| Carey Davis         | 1                  | 6                  | 0                  | 6                  |
| Matt Spaeth         | 1                  | 6                  | 0                  | 6                  |
| Mewelde Moore       | 1                  | 4                  | 0                  | 4                  |
| Willie Parker       | 1                  | -2                 | 0                  | -2                 |
| Steelers: difesa    |                    |                    |                    |                    |
|                     | Tak/Ast/Tott       | Int                | Ffg                | Sck                |
| James Farrior       | 6/2/8              | 0                  | 0                  | 0.0                |
| Ike Taylor          | 5/2/7              | 0                  | 0                  | 0.0                |
| Brett Keisel        | 4/1/5              | 0                  | 0                  | 0.0                |
| Ryan Clark          | 2/3/5              | 0                  | 0                  | 0.0                |
| Lawrence Timmons    | 4/0/4              | 0                  | 0                  | 0.0                |
| James Harrison      | 3/1/4              | 1                  | 0                  | 0.0                |
| LaMarr Woodley      | 3/1/4              | 0                  | 1                  | 2.0                |
| Bryant McFadden     | 3/0/3              | 0                  | 0                  | 0.0                |
| Deshea Townsend     | 2/1/3              | 0                  | 0                  | 0.0                |
| Casey Hampton       | 1/1/2              | 0                  | 0                  | 0.0                |
| Troy Polamalu       | 0/2/2              | 0                  | 0                  | 0.0                |
| Travis Kirschke     | 1/0/1              | 0                  | 0                  | 0.0                |
| Aaron Smith         | 0/1/1              | 0                  | 0                  | 0.0                |

| Cardinals: passaggi         | Cardinals: passaggi | Cardinals: passaggi | Cardinals: passaggi | Cardinals: passaggi |
|                             | C/ATT*              | Yds                 | TD                  | INT                 |
| --------------------------- | ------------------- | ------------------- | ------------------- | ------------------- |
| Kurt Warner                 | 31/43               | 377                 | 3                   | 1                   |
| Cardinals: corse            |                     |                     |                     |                     |
|                             | Cara                | Yds                 | TD                  | LGb                 |
| Edgerrin James              | 9                   | 33                  | 0                   | 9                   |
| Tim Hightower               | 1                   | 0                   | 0                   | 0                   |
| J.J. Arrington              | 1                   | 0                   | 0                   | 0                   |
| Kurt Warner                 | 1                   | 0                   | 0                   | 0                   |
| Cardinals: ricezioni        |                     |                     |                     |                     |
|                             | Recc                | Yds                 | TD                  | LGb                 |
| Larry Fitzgerald            | 7                   | 127                 | 2                   | 64                  |
| Anquan Boldin               | 8                   | 84                  | 0                   | 45                  |
| Steve Breaston              | 6                   | 71                  | 0                   | 23                  |
| J.J. Arrington              | 2                   | 35                  | 0                   | 22                  |
| Edgerrin James              | 4                   | 28                  | 0                   | 11                  |
| Jerheme Urban               | 1                   | 18                  | 0                   | 18                  |
| Tim Hightower               | 2                   | 13                  | 0                   | 13                  |
| Ben Patrick                 | 1                   | 1                   | 1                   | 1                   |
| Cardinals: difesa           |                     |                     |                     |                     |
|                             | Tak/Ast/Tott        | Int                 | Ffg                 | Sck                 |
| Karlos Dansby               | 5/3/8               | 1                   | 0                   | 0.0                 |
| Adrian Wilson               | 7/0/7               | 0                   | 0                   | 0.0                 |
| Gerald Hayes                | 4/3/7               | 0                   | 0                   | 0.0                 |
| Chike Okeafor               | 6/0/6               | 0                   | 0                   | 0.0                 |
| Darnell Dockett             | 5/1/6               | 0                   | 0                   | 3.0                 |
| Roderick Hood               | 5/1/6               | 0                   | 0                   | 0.0                 |
| Dominique Rodgers-Cromartie | 5/0/5               | 0                   | 0                   | 0.0                 |
| Monty Beisel                | 2/2/4               | 0                   | 0                   | 0.0                 |
| Antrel Rolle                | 1/2/3               | 0                   | 0                   | 0.0                 |
| Antonio Smith               | 1/1/2               | 0                   | 0                   | 0.0                 |
| Ralph Brown                 | 1/0/1               | 0                   | 0                   | 0.0                 |
| Calais Campbell             | 1/0/1               | 0                   | 0                   | 0.0                 |
| Aaron Francisco             | 1/0/1               | 0                   | 0                   | 0.0                 |
| Travis LaBoy                | 1/0/1               | 0                   | 0                   | 0.0                 |
| Gabe Watson                 | 1/0/1               | 0                   | 0                   | 0.0                 |

*Passaggi completati/tentati
aPortate
bGiocata più lunga
cRicezioni
tTackle
gFumble forzati

## Formazioni titolari

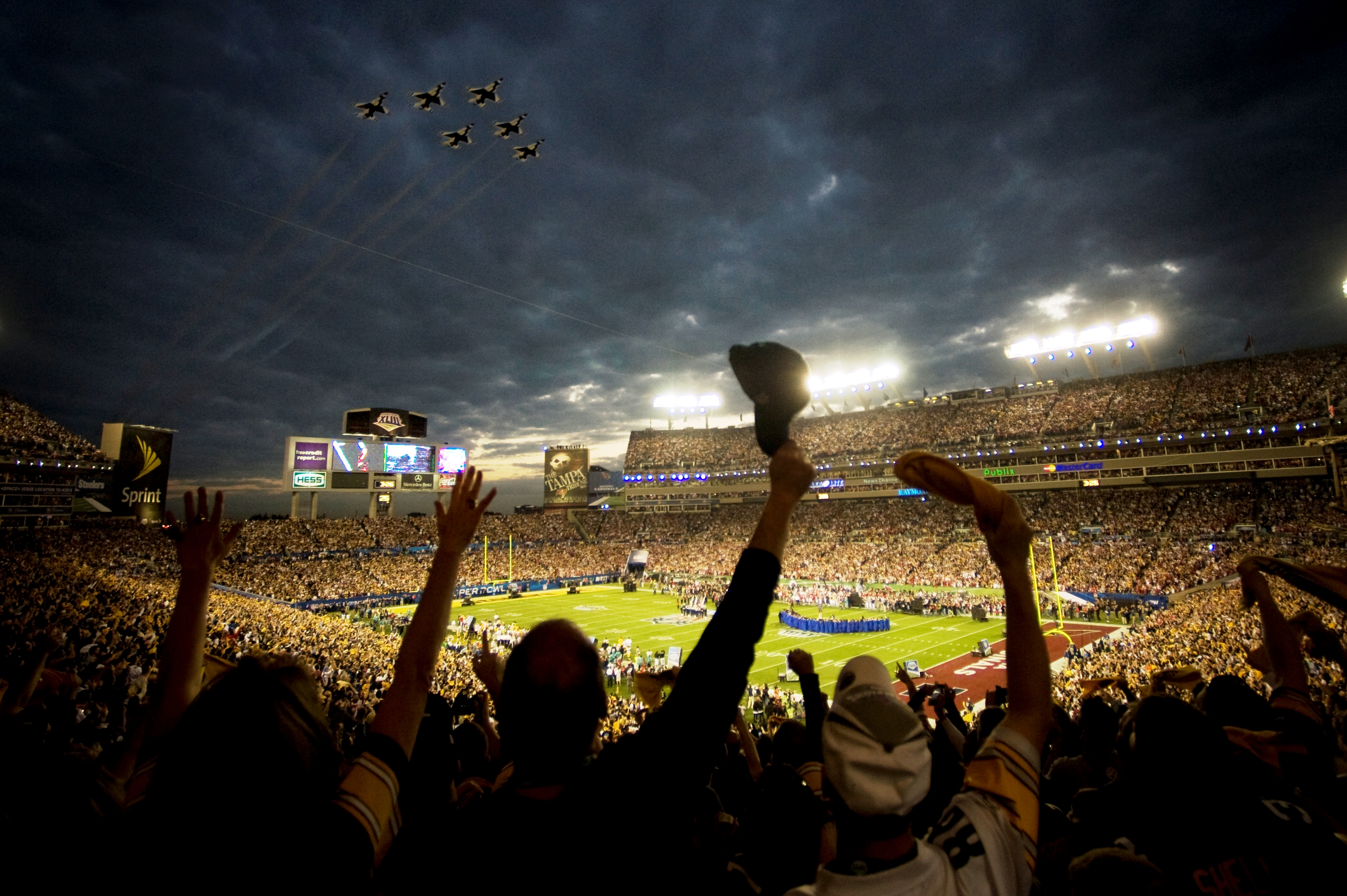
Le cerimonie pre-partita

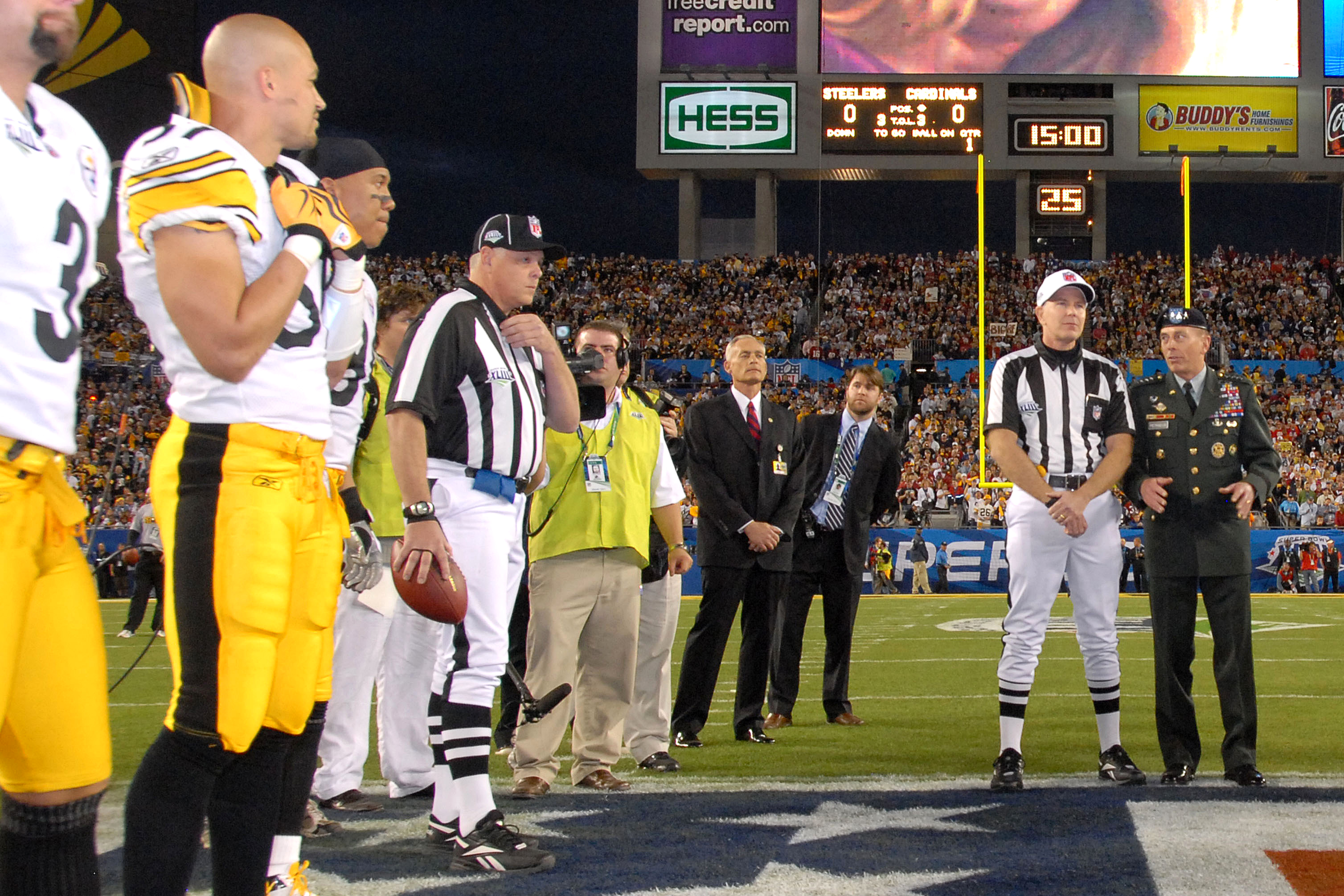
Il lancio della monetina

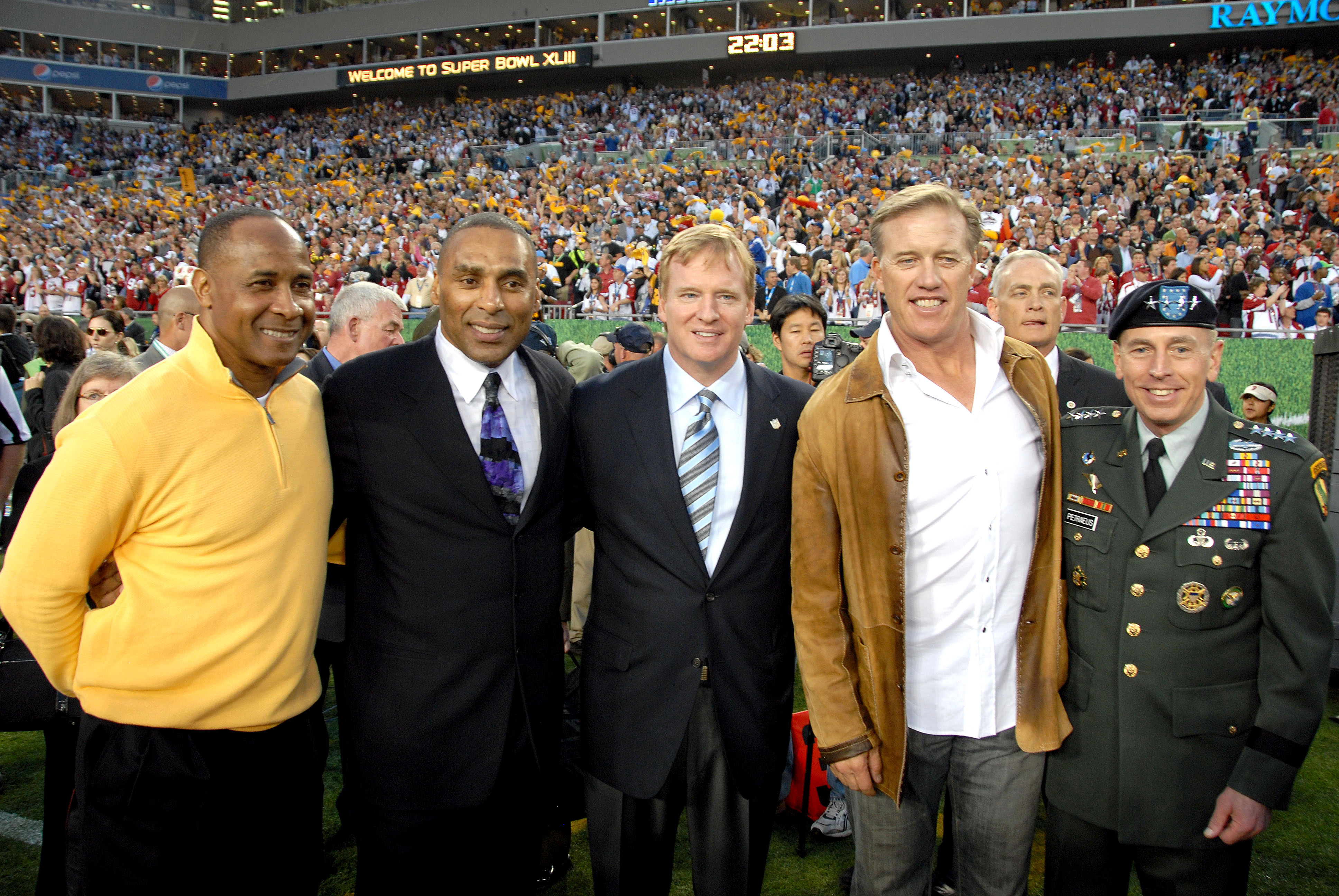
Lynn Swann, Roger Craig, il Commissioner della NFL Roger Goodell, John Elway e il Gen. David Petraeus

| Pittsburgh Steelers | Ruolo | Ruolo | Arizona Cardinals           |
| ------------------- | ----- | ----- | --------------------------- |
| ATTACCO             |       |       |                             |
| Hines Ward          | WR    | WR    | Larry Fitzgerald            |
| Max Starks          | LT    | LT    | Mike Gandy                  |
| Chris Kemoeatu      | LG    | LG    | Reggie Wells                |
| Justin Hartwig      | C     | C     | Lyle Sendlein               |
| Darnell Stapleton   | RG    | RG    | Deuce Lutui                 |
| Willie Colon        | RT    | RT    | Levi Brown                  |
| Heath Miller        | TE    | TE    | Leonard Pope                |
| Santonio Holmes     | WR    | WR    | Anquan Boldin               |
| Ben Roethlisberger  | QB    | QB    | Kurt Warner                 |
| Willie Parker       | RB    | RB    | Edgerrin James              |
| Carey Davis         | FB    | FB    | Terrelle Smith              |
| DIFESA              |       |       |                             |
| Aaron Smith         | LE    | LE    | Antonio Smith               |
| Casey Hampton       | NT    | LDT   | Bryan Robinson              |
| Brett Keisel        | RE    | RDT   | Darnell Dockett             |
| LaMarr Woodley      | LOLB  | RE    | Gabe Watson                 |
| James Farrior       | LILB  | LOLB  | Chike Okeafor               |
| Larry Foote         | RILB  | ILB   | Gerald Hayes                |
| James Harrison      | ROLB  | ROLB  | Karlos Dansby               |
| Ike Taylor          | LCB   | LCB   | Roderick Hood               |
| Bryant McFadden     | RCB   | RCB   | Dominique Rodgers-Cromartie |
| Troy Polamalu       | SS    | SS    | Adrian Wilson               |
| Ryan Clark          | FS    | FS    | Antrel Rolle                |

## Marcatori
| Arbitro: | Terry McAulay |

| |           | |
| Reed 5':15" Q1 (FG) 18yd Russell 00':59" Q2 (TD) 1yd run Reed 00':59" Q2 (pat) Harrison 15':00" Q2 (TD) 100yd interception return Reed 15':00" Q2 (pat) Reed 12':49" Q3 (FG) 21yd Holmes 14':25" Q4 (TD) 6yd pass Reed 14':25" Q4 (pat) | Marcatori | Patrick 6':29" Q2 (TD) 1yd pass Rackers 6':29" Q2 (pat) Fitzgerald 7':27" Q4 (TD) 1yd pass Rackers 7':27" Q4 (pat) Hartwig 12':02" Q4 (saf) penalty (holding in end zone) Fitzgerald 14':25" Q4 (TD) 64yd pass Rackers 14':25" Q4 (pat) |

## Network televisivi
Negli Stati Uniti, la partita è stata trasmessa dalla NBC ed è stata commentata da Al Michaels (cronaca), John Madden (commento), Andrea Kremer, Alex Flanagan (resoconto dal campo).
In Italia la partita è stata trasmessa in diretta da Rai 2, con il commento di Valerio Iafrate e Roberto Gotta, già commentatori delle partite di stagione regolare e play-off trasmesse in differita su Rai Sport Più; nelle zone coperte dal digitale terrestre sia su Rai 2 sia su Rai Sport Più è stato previsto il formato 16:9 e in alcune aree di prova anche HD.